# Freestyle-Skiing-Juniorenweltmeisterschaften 2016
Die 10. FIS Freestyle-Skiing-Juniorenweltmeisterschaften fanden am 27. Februar 2016 in Minsk, am 24. März 2016 in Val Thorens und am 9. sowie 10. April 2016 in Åre statt. Ausgetragen wurden Wettkämpfe im Moguls, Dual Moguls, Aerials und Skicross.

## Medaillenspiegel
| Platz | Land               | Gold | Silber | Bronze | Gesamt |
| ----- | ------------------ | ---- | ------ | ------ | ------ |
| 1     | Russland           | 1    | 2      | 1      | 4      |
| 1     | Vereinigte Staaten | 1    | 2      | 1      | 4      |
| 3     | Schweden           | 1    | 2      | -      | 3      |
| 4     | Frankreich         | 1    | 1      | 2      | 4      |
| 5     | Belarus            | 1    | 1      | -      | 2      |
| 6     | Kanada             | 1    | -      | 2      | 3      |
| 7     | Österreich         | 1    | -      | -      | 1      |
| 7     | Japan              | 1    | -      | -      | 1      |
| 9     | Kasachstan         | -    | -      | 1      | 1      |
| 9     | Schweiz            | -    | -      | 1      | 1      |
|       | Gesamt             | 8    | 8      | 8      | 24     |

## Ergebnisse Frauen

### Aerials
| Platz | Land               | Sportlerin               |
| ----- | ------------------ | ------------------------ |
| 1     | Belarus            | Aliaksandra Ramanouskaya |
| 2     | Russland           | Alexandra Orlowa         |
| 3     | Russland           | Ljubow Nikitina          |
| 4     | Belarus            | Vera Liashkevich         |
| 5     | Russland           | Kristina Spiridonowa     |
| 6     | Belarus            | Hanna Yauseyenka         |
| 7     | Vereinigte Staaten | Winter Vinecki           |
| 8     | Schweiz            | Carol Bouvard            |
| 9     | Schweiz            | Luisa Furrer             |
| 10    | Ukraine            | Viktoriia Mudrak         |

Datum: 27. Februar 2016

Es waren 16 Teilnehmerinnen am Start.

Weitere Teilnehmerinnen aus deutschsprachigen Ländern:

 Emma Weiß: 12. Platz

### Moguls
| Platz | Land               | Sportlerin           |
| ----- | ------------------ | -------------------- |
| 1     | Frankreich         | Perrine Laffont      |
| 2     | Vereinigte Staaten | Tess Johnson         |
| 3     | Frankreich         | Léa Bouard           |
| 4     | Vereinigte Staaten | Avital Shimko        |
| 5     | Vereinigte Staaten | Hannah Soar          |
| 6     | Russland           | Olesya Lomakina      |
| 7     | Japan              | Hinako Tomitaka      |
| 8     | Frankreich         | Mathilde Dournier    |
| 9     | Schweiz            | Nicole Gasparini     |
| 10    | Russland           | Yelizaveta Bezgodova |

Datum: 9. April 2016

Es waren 35 Teilnehmerinnen am Start.

Weitere Teilnehmerinnen aus deutschsprachigen Ländern:

 Lena Mayer: 14. Platz

 Sophie Weese: 25. Platz

### Dual Moguls
| Platz | Land               | Sportlerin      |
| ----- | ------------------ | --------------- |
| 1     | Japan              | Hinako Tomitaka |
| 2     | Frankreich         | Léa Bouard      |
| 3     | Kanada             | Berkley Brown   |
| 4     | Frankreich         | Camille Cabrol  |
| 5     | Vereinigte Staaten | Kaitlyn Harrell |
| 6     | Kanada             | Valerie Gilbert |
| 7     | Russland           | Olesya Lomakina |
| 8     | Vereinigte Staaten | Avital Shimko   |

Datum: 10. April 2016

Es waren 33 Teilnehmerinnen am Start.

Weitere Teilnehmerinnen aus deutschsprachigen Ländern:

 Lena Mayer: 18. Platz

 Sophie Weese: 25. Platz

 Nicole Gasparini: 29. Platz

### Skicross
| Platz | Land        | Sportlerin             |
| ----- | ----------- | ---------------------- |
| 1     | Schweden    | Sandra Näslund         |
| 2     | Russland    | Wiktorija Zawadowskaja |
| 3     | Frankreich  | Laury Marullaz         |
| 4     | Deutschland | Daniela Maier          |
| 5     | Deutschland | Nina Kloe              |
| 6     | Kanada      | Courtney Hoffos        |
| 7     | Schweden    | Lisa Andersson         |
| 8     | Schweden    | Veronica Edebo         |
| 9     | Deutschland | Katharina Tordi        |
| 10    | Kanada      | Alexa Velcic           |

Datum: 24. März 2016

Es waren 26 Teilnehmerinnen am Start.

Weitere Teilnehmerinnen aus deutschsprachigen Ländern:

 Talina Gantenbein: 13. Platz

 Michelle Buchholzer: 15. Platz

 Marie Mathey: 16. Platz

 Martina Rainer: 21. Platz

## Ergebnisse Männer

### Aerials
| Platz | Land                | Sportler            |
| ----- | ------------------- | ------------------- |
| 1     | Russland            | Maxim Burow         |
| 2     | Belarus             | Dzmitry Mazurkevich |
| 3     | Schweiz             | Noé Roth            |
| 4     | Schweiz             | Nicolas Gygax       |
| 5     | Belarus             | Ilya Harelik        |
| 6     | Volksrepublik China | Guo Ziming          |
| 7     | Volksrepublik China | Li Zhonglin         |
| 8     | Kasachstan          | Ildar Badrutdinov   |
| 9     | Kasachstan          | Lim Dmitriy         |
| 10    | Belarus             | Ihar Drabiankou     |

Datum: 27. Februar 2016

Es waren 13 Teilnehmer am Start.

Weitere Teilnehmer aus deutschsprachigen Ländern:

 Fabian Kern: 13. Platz

### Moguls
| Platz | Land               | Sportler         |
| ----- | ------------------ | ---------------- |
| 1     | Vereinigte Staaten | Hunter Bailey    |
| 2     | Schweden           | Walter Wallberg  |
| 3     | Vereinigte Staaten | Joel Hendrick    |
| 4     | Vereinigte Staaten | Jack Kariotis    |
| 5     | Russland           | Nikita Svetlakov |
| 6     | Japan              | Taisei Watanabe  |
| 7     | Frankreich         | Jeremy Lenvers   |
| 8     | Kanada             | Alexandre Lavoie |
| 9     | Kanada             | Laurent Dumais   |
| 10    | Vereinigte Staaten | Emerson Smith    |

Datum: 9. April 2016

Es waren 40 Teilnehmer am Start.

Weitere Teilnehmer aus deutschsprachigen Ländern:

 Adrian Schlegel: 20. Platz

 Julian Schaudeck: 23. Platz

 Giacomo Papa: 28. Platz

### Dual Moguls
| Platz | Land               | Sportler               |
| ----- | ------------------ | ---------------------- |
| 1     | Kanada             | Laurent Dumais         |
| 2     | Vereinigte Staaten | Emerson Smith          |
| 3     | Kasachstan         | Pawel Kolmakow         |
| 4     | Vereinigte Staaten | Jack Kariotis          |
| 5     | Japan              | Daichi Hara            |
| 6     | Schweden           | Walter Wallberg        |
| 7     | Vereinigte Staaten | Bruce Perry            |
| 8     | Kanada             | Jean-Christophe Nadeau |

Datum: 10. April 2016

Es waren 40 Teilnehmer am Start.

Weitere Teilnehmer aus deutschsprachigen Ländern:

 Giacomo Papa: 22. Platz

 Adrian Schlegel: 23. Platz

 Julian Schaudeck: 24. Platz

 David Bohner: 37. Platz

### Skicross
| Platz | Land        | Sportler                |
| ----- | ----------- | ----------------------- |
| 1     | Österreich  | Sandro Siebenhofer      |
| 2     | Schweden    | David Mobärg            |
| 3     | Kanada      | Kristofor Mahler        |
| 4     | Österreich  | Maximilian Linninger    |
| 5     | Deutschland | Felix Klapprott         |
| 6     | Frankreich  | Morgan Guipponi Barfety |
| 7     | Finnland    | Erik Lehikoinen         |
| 8     | Schweden    | Erik Mobärg             |
| 9     | Deutschland | Tim Hronek              |
| 10    | Kanada      | Trent McCarthy          |

Datum: 24. März 2016

Es waren 55 Teilnehmer am Start.

Weitere Teilnehmer aus deutschsprachigen Ländern:

 Florian Wilmsmann: 13. Platz

 Sascha Rüedi: 18. Platz

 Anton Felix Seitz: 19. Platz

 Cornel Renn: 26. Platz

 Fabian Huber: 27. Platz

 Bastien Murith: 28. Platz

 Nicolas Heinzi: 31. Platz

 Gil Martin: 51. Platz